# Laurence Modaine-Cessac
Laurence Modaine-Cessac, née le 28 décembre 1964 à Douai, est une escrimeuse française des années 1980 et 1990. Elle pratique le fleuret.

## Biographie
Escrimeuse pratiquant le fleuret, elle dispute quatre jeux olympiques, de 1984 à Los Angeles à l'édition d'Atlanta en 1996. Elle obtient son meilleur résultat en 1984 avec une médaille de bronze obtenue lors de la compétition par équipe. Dans la compétition individuelle, elle termine à la sixième place. Lors des trois éditions suivantes, ses résultats dans la compétition individuelle sont respectivement 33e, quatrième - défaites face à Huefeng Wang en demi et Tatiana Sadovskaya dans la petite finale, et quatrième, défaite 15 à 7 face à l'Italienne Valentina Vezzali en demi-finale et 15 à 9 face à Giovanna Trillini pour la médaille de bronze. Dans le tournoi par équipe, elle termine septième, cinquième et cinquième avec l'équipe de France.
Le 2 février 2017, elle est nommée DTN de la Fédération française d'escrime.

## Club
Hénin Beaumont

## Palmarès

### Jeux olympiques d'été
- Escrime aux Jeux olympiques de 1984 à Los Angeles,  États-Unis
  -  Médaille de bronze par équipe
- Escrime aux Jeux olympiques de 1988 à Séoul
- Escrime aux Jeux olympiques de 1992
  - 4e
- Escrime aux Jeux olympiques de 1996
  - 4e

### Championnats du monde d'escrime
- Championnats du monde d'escrime 1993 à  Essen,  Allemagne
  -  Médaille de bronze

### Autres
- Championne du monde junior en 1982 à Buenos Aires
- Vice-Championne du monde junior en 1983 à Budapest